# 油松岭乡
油松岭乡，是中华人民共和国云南省德宏傣族景颇族自治州盈江县下辖的一个乡镇级行政单位。

## 行政区划
油松岭乡下辖以下地区：
油松岭村、郭家寨村、营庆村和椿头塘村。